# Bokeloh (Meppen)
Bokeloh ist ein Ortsteil der niedersächsischen Kreisstadt Meppen im Landkreis Emsland.

## Ortsbeschreibung und Geschichte
Im Jahr 2021 hatte Bokeloh 1247 Einwohner auf einer Fläche von 4,45 km². Bokeloh liegt an der Hase im Osten des Stadtgebietes von Meppen.
Der Maler Otto Pankok lebte in den Jahren 1938 bis 1941 in Bokeloh zurückgezogen mit seiner Familie, um dort ungestört von den Nationalsozialisten leben und arbeiten zu können. In der alten Dorfschule, die im Jahre 2002 saniert wurde, wird in einer Dauerausstellung an ihn erinnert.
Bokeloh besitzt mit St. Vitus eine über 1000-jährige Kirche, die wahrscheinlich die älteste im Landkreis ist.
Bokeloh stellt hinsichtlich des Grundbesitzes einen Sonderfall dar: Einer nicht gesicherten Überlieferung nach war der für die Säkularisation kirchlichen Besitzes in den napoleonischen Zeiten zuständige Sekretär beim Bischof von Osnabrück ein Cousin des damaligen Pfarrers von St. Vitus in Bokeloh. Ihm gelang es, die Akte Bokeloh so weit auf die „lange Bank“ zu schieben, bis diese für kirchlichen Besitz schwierigen Zeiten vorüber waren.
Auf diese Weise blieb aller Grund und Boden des Dorfes Bokeloh bis in die 1960er Jahre Eigentum der Kirchengemeinde, ganz im Gegensatz zu den direkt angrenzenden Flächen außerhalb der Ortsgrenzen wie in Hofe (die Höfe Jansen und Meyring) und Vormeppen (der Hof Wekenborg mit dem mittelalterlichen Burgwall Wekenborg). Erst dann konnten die Bürger des Dorfes die Grundstücke käuflich erwerben, auf denen ihre Häuser standen.
Da die übrigen Flächen weiterhin Eigentum der Kirchengemeinde sind, lässt sich auch ein späterer Vorgang erklären: Obwohl sich der Einwohnerzuwachs eher im nördlichen Dorf (Siedlung in Richtung Bundesstraße) ergab, bestand die Kirchengemeinde darauf, die St.-Vitus-Kirche zu vergrößern. Die im alten Dorfzentrum (Kirchberg) ansässigen landwirtschaftlichen Betriebe wurden ausgesiedelt, das alte Lehrerhaus abgerissen und an die Kirche ein moderner Neubau angefügt.
Am 1. März 1974 wurde Bokeloh in die Kreisstadt Meppen eingegliedert.
Ortsvorsteher ist Hubert Kruse.

## Namensherkunft
Der Name Bokeloh ist zusammengesetzt aus dem Bestimmungswort boke (Buche) und dem Grundwort lo, loh auch la (Gehölz, Wald). Der Name bedeutet also Buchenwald.

## Einwohnerentwicklung
| Jahr | Einwohner |
| ---- | --------- |
| 1749 | 94        |
| 1821 | 77        |
| 1848 | 83        |
| 1871 | 85        |
| 1885 | 81        |
| 1905 | 118       |

| Jahr | Einwohner |
| ---- | --------- |
| 1925 | 143       |
| 1933 | 174       |
| 1939 | 213       |
| 1946 | 312       |
| 1950 | 320       |
| 1956 | 357       |

| Jahr | Einwohner |
| ---- | --------- |
| 1961 | 413       |
| 1971 | 917       |
| 2005 | 1.235     |
| 2007 | 1.237     |
| 2021 | 1.247     |

## Wirtschaft
Nördlich der Bundesstraße 402 befindet sich ein Werk zur Herstellung von Spanplatten und mitteldichten Holzfaserplatten. Im Ortskern befindet sich die Gaststätte Giese (unterhalb der Kirche an der Hase). Im Juni 2008 wurde das Backhaus Café mit integriertem Kiosk eröffnet. Seit 2002 werden in der Galerie Atelierspuren internationale Künstler präsentiert.
Die Hase hatte früher einen anderen Verlauf und umschloss das Lager an den Seiten. Nur im Nordosten musste es durch zusätzliche Wälle und Gräben stärker gesichert werden.
Entdeckt wurde eine Wallanlage, die ein Quadrat mit einer Seitenlänge von rund 200 Metern bildete. Über den römischen Ursprung, und dass es sich um ein Marschlager gehandelt hatte, gab es bei den beteiligten Forschern keinen Zweifel, weil nicht nur die Art und Konstruktion der Wälle darauf hinwies, sondern auch ein mutmaßlicher römischer Heerweg in nur einem Kilometer Entfernung vorbeiführte.

## Persönlichkeiten
- Ludger Abeln (* 1964), früherer Fernsehmoderator des NDR, aufgewachsen in Bokeloh

## Trivia
Aufgrund der künstlerischen Aufenthalte von Otto Pankok und dem heutigen Kulturangebot mit der St.-Vitus-Kirche, der Alten Schule mit Museum, dem Otto-Pankok-Malerweg und der Galerie Atelierspuren mit Skulpturengarten wird das idyllische Dörfchen Bokeloh auch gerne als das „Worpswede des Emslandes“ bezeichnet.